# Élection gouvernorale bouriate de 2017
L'élection gouvernorale bouriate de 2017 a lieu le 10 septembre 2017 afin d'élire le gouverneur de la république de Bouriatie, l'une des 22 républiques de la fédération de russie. 
Le 7 février précèdent, le gouverneur Vyacheslav Nagovitsyn avait annoncé sa démission après dix ans à la tête de la république. Le gouverneur par intérim Alekseï Tsydenov du parti au pouvoir Russie Unie est élu en un tour de scrutin avec plus de 90 % des suffrages exprimés,. 

## Résultats
|                          | Alekseï Tsydenov         | Russie unie              | 260 028 | 87,43 |  |  |
|                          | Batodalay Bagdayev       | Parti communiste         | 15 325  | 5,15  |  |  |
|                          | Sergeï Doroch            | Parti libéral-démocrate  | 13 056  | 4,39  |  |  |
| Votes blancs et nuls     | Votes blancs et nuls     | Votes blancs et nuls     | 8 988   | 3,02  |  |  |
|                          |                          |                          |         |       |  |  |
| Votes valides            | Votes valides            | Votes valides            | 288 409 | 96,98 |  |  |
| Votes blancs et nuls     | Votes blancs et nuls     | Votes blancs et nuls     | 8 988   | 3,02  |  |  |
| Total                    | Total                    | Total                    | 297 397 | 100   |  |  |
| Abstention               | Abstention               | Abstention               | 416 556 | 58,34 |  |  |
| Inscrits / participation | Inscrits / participation | Inscrits / participation | 713 953 | 41,66 |  |  |